# Шимолінська сільська рада
Шимо́лінська сільська рада (рос. Шимолинский сельский совет) — сільське поселення у складі Благовіщенського району Алтайського краю Росії.
Адміністративний центр — село Шимоліно.

## Населення
Населення — 1033 особи (2019; 1367 в 2010, 1657 у 2002).

## Склад
До складу сільської ради входять:
| Населений пункт     | Населення, осіб (2002) | Населення, осіб (2010) |
| ------------------- | ---------------------- | ---------------------- |
| Мельниковка, селище | 393                    | 344                    |
| Михайловка, селище  | 253                    | 194                    |
| Шимоліно, село      | 1011                   | 829                    |